# Kostel svatého Cyrila a Metoděje (Bílovice nad Svitavou)
Kostel svatého Cyrila a Metoděje v Bílovicích nad Svitavou pochází z let 1908–1913, kdy byl vystaven podle projektu brněnského architekta Antonína Blažka v pozdně historizujícím slohu, který kombinuje novogotiku s prvky secese a moderny. Posvěcen byl 20. července 1913 bystrckým děkanem Juliem Koubkem. V kostele je umístěna socha svatého Václava z 2. poloviny 17. století. V dubnu 1945 byl kostel částečně poničen ostřelováním vesnice sovětskými vojsky.
Jde o jednolodní neorientovanou stavbu obdélného půdorysu. Na západní straně je k lodi připojena podélná boční kaple. Na loď navazuje presbytář s polygonálním pětibokým závěrem. K jeho východní straně přiléhá čtyřboká sakristie, do které se vchází jednoramenným lomeným schodištěm. Optickou dominantu chrámu představuje 34 metrů vysoká hranolová věž.
Je farním kostelem farnosti Bílovice nad Svitavou. Byl památkově chráněn, ovšem v roce 2020 Ministerstvo kultury České republiky rozhodlo, že zápis objektu do státního seznamu kulturních památek z roku 1989 proběhl opožděně, takže památková ochrana skončila 31. prosince 1987. Od 12. července 2025 je znovu památkově chráněn.